# مرامور (نیش)
مرامور (به صربی: Mramor) یک منطقهٔ مسکونی در صربستان است که در نیش واقع شده‌است.